# Byggnadsminnen i Skellefteå kommun
Byggnadsminnen i Skellefteå kommun skyddas av staten (genom länsstyrelsen) med stöd av Kulturmiljölagen. För att en byggnad ska kunna komma ifråga som byggnadsminne krävs att "det är mycket välbevarat och ett tydligt exempel på byggnadsskicket vid en viss tid". Totalt 21 av ca 80 byggnadsminnen i Västerbotten finns i Skellefteå kommun.

## Byggnadsminnen

### Majorsbostället Nyborg

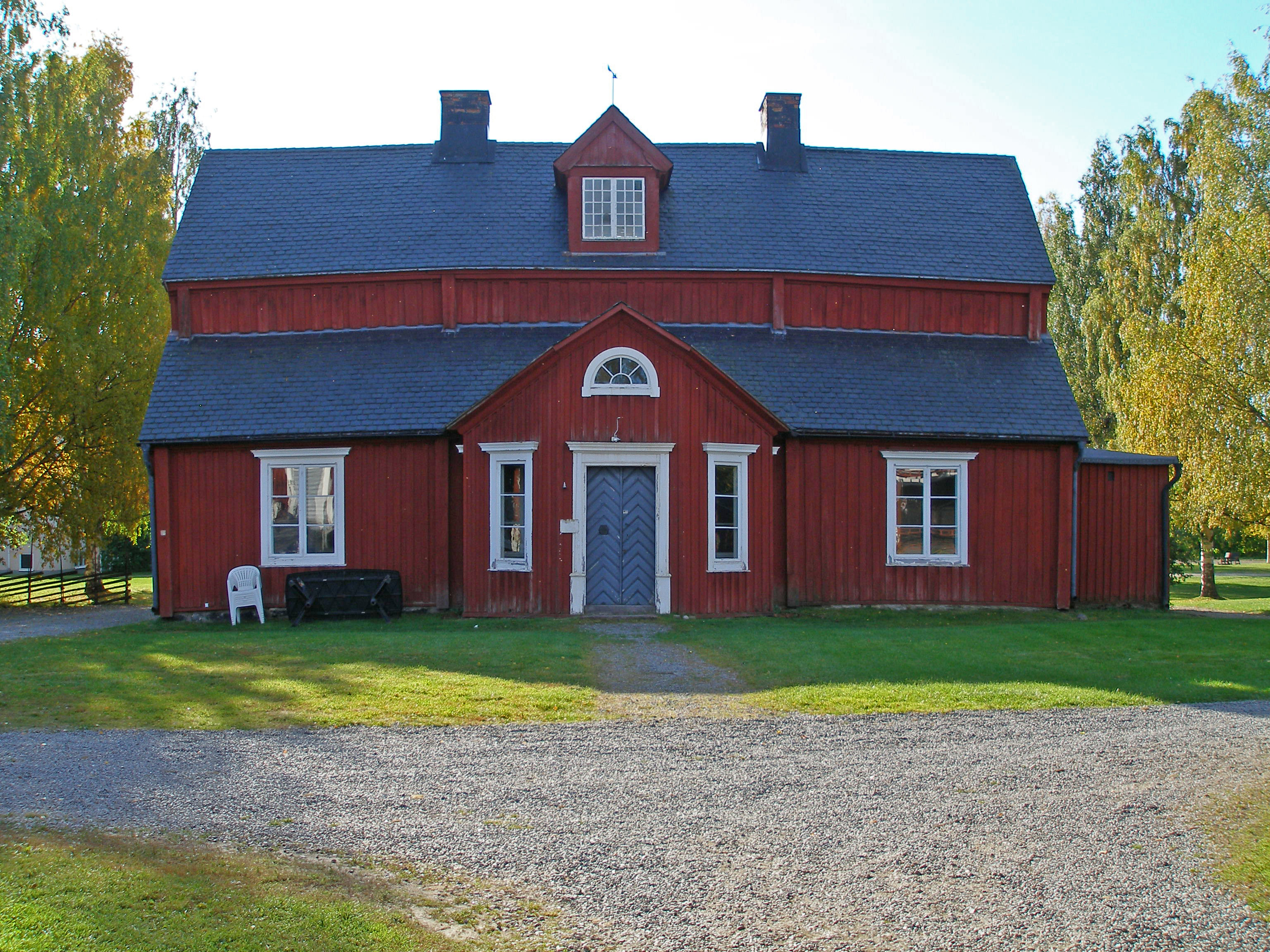
Majorsbostället Nyborg

Majorsbostället Nyborg uppfördes på Nordanå, Skellefteå år 1764 efter typritningar av J E Carlberg och Carl Hårleman. 
Byggnaden förklarades byggnadsminne 1968.

### Rijfska gården, Kusmark
Tegelhusen på Rijfska gården uppfördes på 1790-talet av bonden och nämndemannen Olof Persson. Enligt traditionen ritades husen av arktitekten Jacob Rijf som då arbetade med Skellefteå landsförsamlings kyrka.
Mangårdsbyggnadens och bagarstugans tegelstommar har putsats vita. Olof Persson ska själv ha tillverkat teglet. I dag består anläggningen av mangårdsbyggnad och bagarstuga i sten, samt av en sexkantig trädgårdspaviljong i trä från 1800-talets senare del. En ladugård i sten ingick tidigare i gården, men är numera riven. Gården förklarades byggnadsminne 1979, och ligger på Jörnsvägen 117.

### Långlogen, Böle, Skellefteå

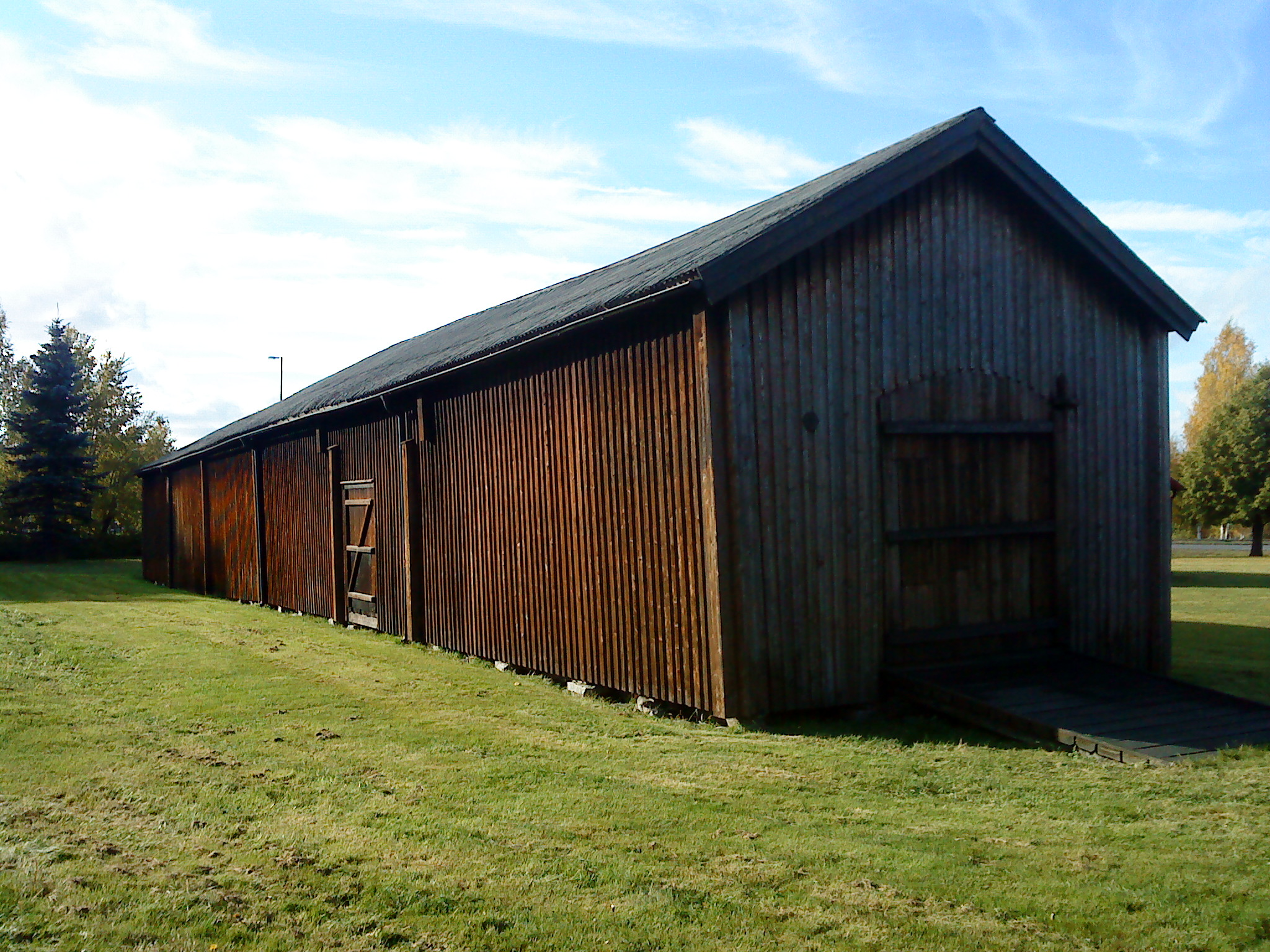
Långlogen, Böle (Anderstorp)

Den 35 meter långa logen är en av få återstående representanter för de norrländska trösklogarna från 1700-talets senare hälft. Uppförd 1795 nära Färjegatan, Anderstorp. Byggnadsminne 1980.

### Markstedtska gården, Skellefteå

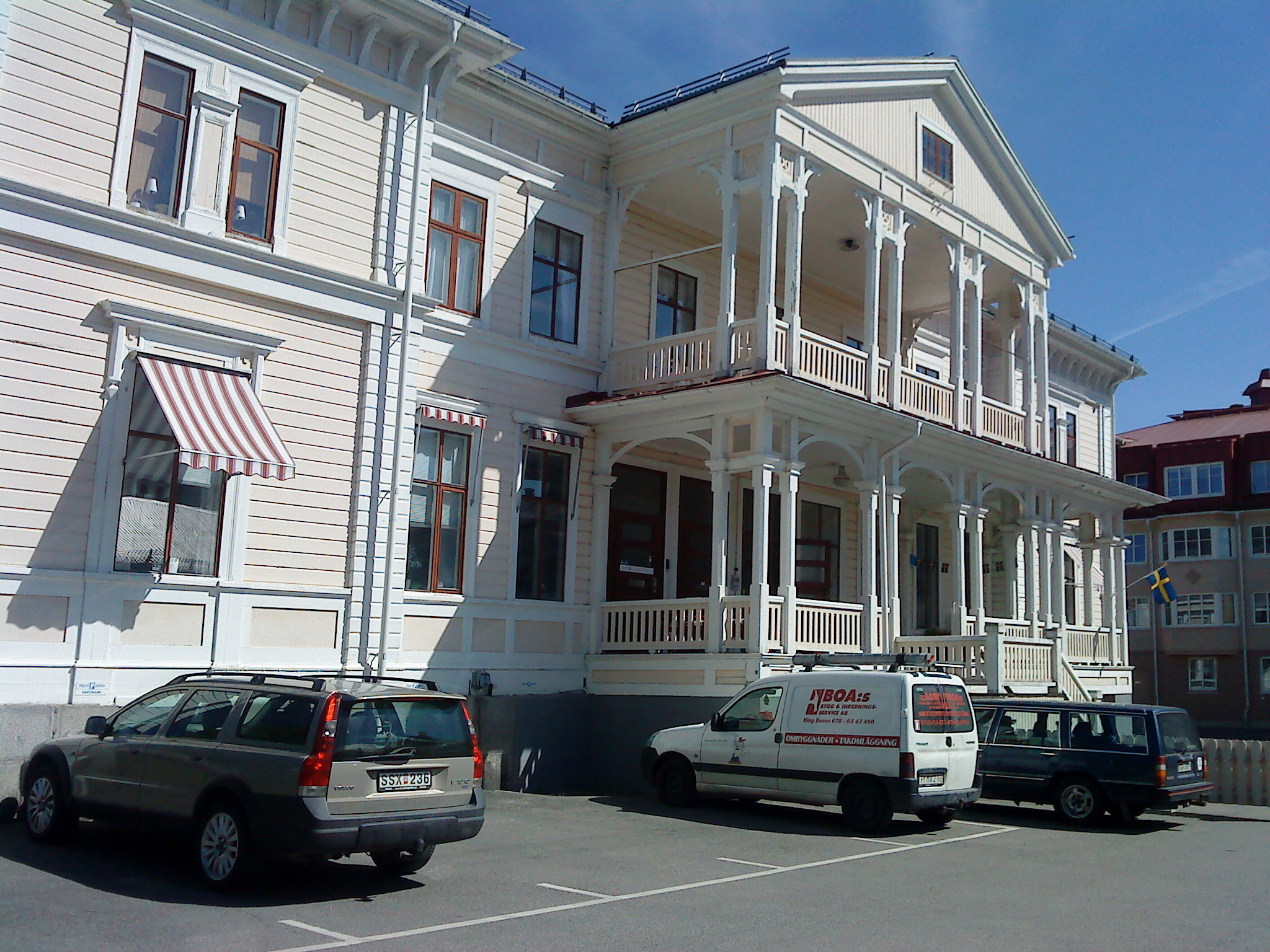
Markstedtska gården, 1881

Gårdens huvudbyggnad uppfördes 1881 som bostad för rådmannen och handlaren David Reinhold Markstedt, en av delägarna i Markstedt & Söners handelshus och trävaruföretag. Gården byggdes efter ritningar av arkitekten Johan Laurentz. Ursprungligen hade inte övervåningen full höjd, men 1926 höjdes delar av denna "i god arkitektonisk överensstämmelse med den befintliga byggnaden", genom arkitekt Birger Dahlberg från Skellefteå.
Byggnaden står på stensockel med en timmerstomme "klädd i rikt nyrenässansdekorerad panel i liggande kälspont som delas in med profilerade lister och rusticerade pilastrar". Gårds- som gatufasader har fått sidorisaliter, och mot gården en veranda i två våningar. Fasaderna är målade i gult och gråbeige. Det valmade sadeltaket är klätt med plåt och under takfoten löper en konsolfris.
Markstedtska gården utgör ett representativt exempel på stenhusimiterande panelarkitektur i landsortsstäderna vid 1800-talets slut. Byggnadsminne 1982.

### Sydvästra hörnet av kvarteret Haren, Skellefteå

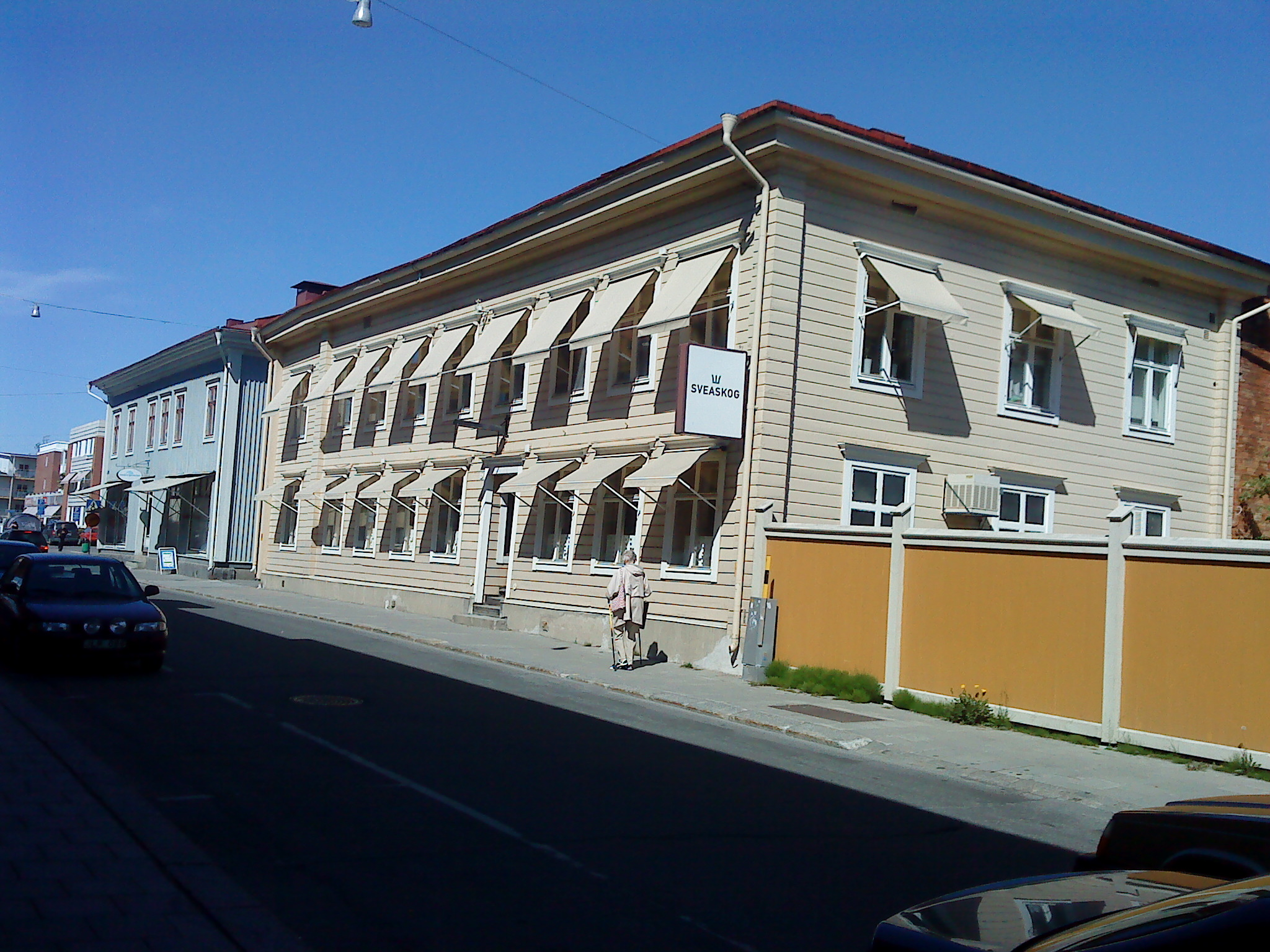
Östra och västra gathuset i kv Haren, Skellefteå (1848)

Stenarkitekturen var på 1840-talet empirbetonad, vilket innebar klassicerande med kraftigt profilerade taklister och hörnpilastrar samt en väl utvecklad fabläss för frontoner och profilerade fönsterkornischer. Ett inslag i byggandets strävan att låta trä se ut som sten var kälspontpanelen. Panelbrädornas breda käl (den rundade fördjupningen i nedre kanten) efterliknar murfogarna i ett stenskift. Denna paneltyp var vanlig i Skellefteå liksom i de finska städerna vid Bottenviken. Troligen kom inspirationen därifrån.
Handlaren Johan Hortelius lät 1848 bygga sitt hus på Storgatan 37. Byggmästare var troligen Johan Sandström. Byggnaden hör till en under 1700-talet och början av 1800-talet vanlig hustyp i norrländska städer. Den är uppförd av timmer i två våningar under ett flackt, valmat plåttak och har en gråmålad liggande panel, efterliknande samtida sten- och putsarkitektur. Huset har byggts om och till i etapper. År 1901 flyttades en gårdsflygel och byggdes ihop med gathuset.
Handlaren Johan Lindberg lät samma år, 1848, bygga sitt hus på Storgatan 35. Det är av samma typ som det förra huset men har en troligen senare tillkommen och mera lantlig locklistpanel, i stället för den stenimiterande och stadsmässigt förnäma kälsponten. I övrigt finner man emellertid också här de typiska empirdetaljerna.
De två husen förklarades byggnadsminne 1982.

### Skellefteå kyrkstad, Bonnstan

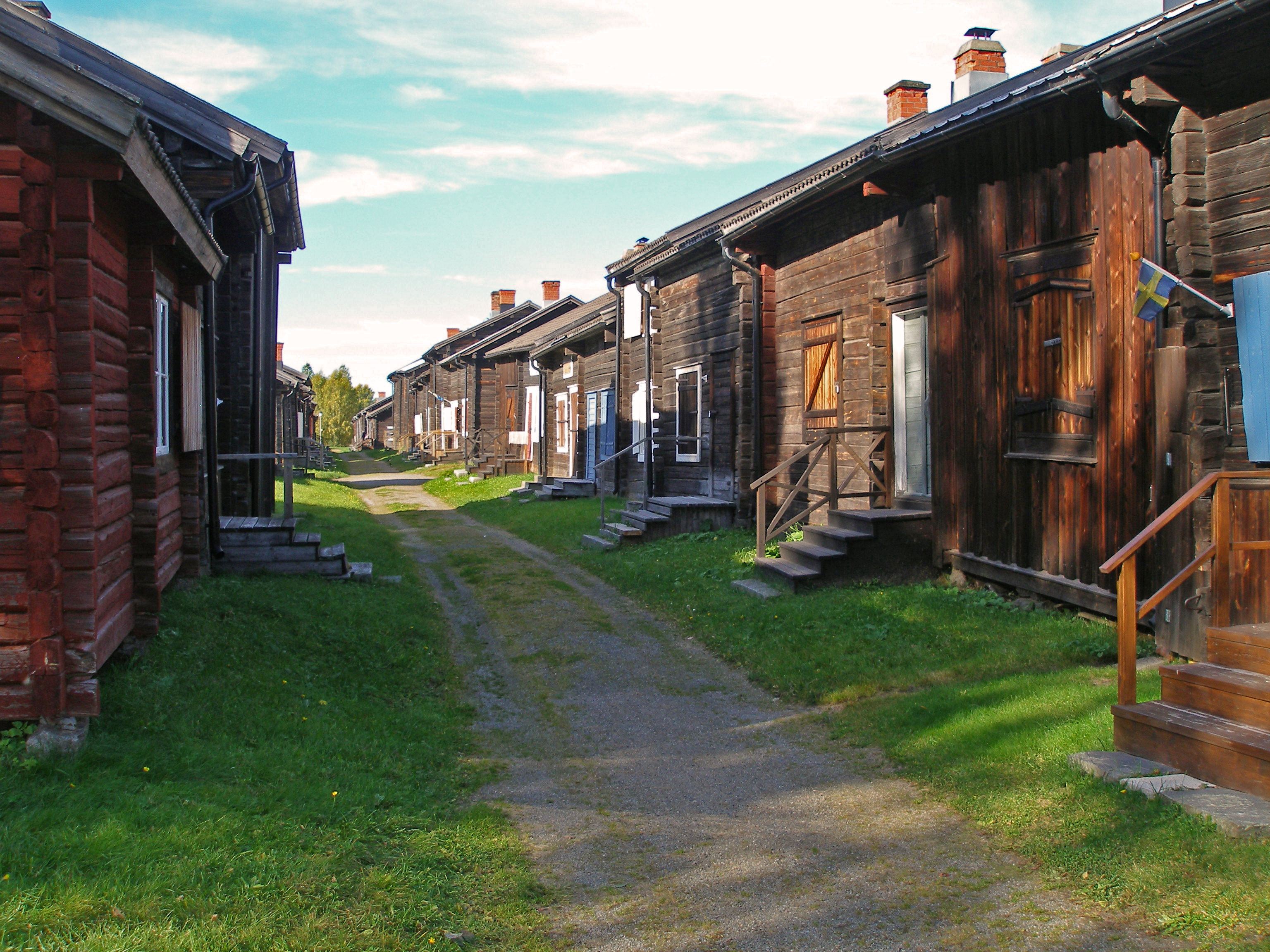
Skellefteå kyrkstad

Bonnstan är namnet på det område med 116 kyrkstugor i Skellefteå, som ligger strax öster om landsförsamlingens kyrka. Bonnstan ingår tillsammans med bl.a. landskyrkan och Lejonströmsbron i riksintresset "Skellefteå sockencentrum". Byggnadsminne 1982.

### Finnforsens gamla kraftstation
Se även Skellefteå Krafts historia

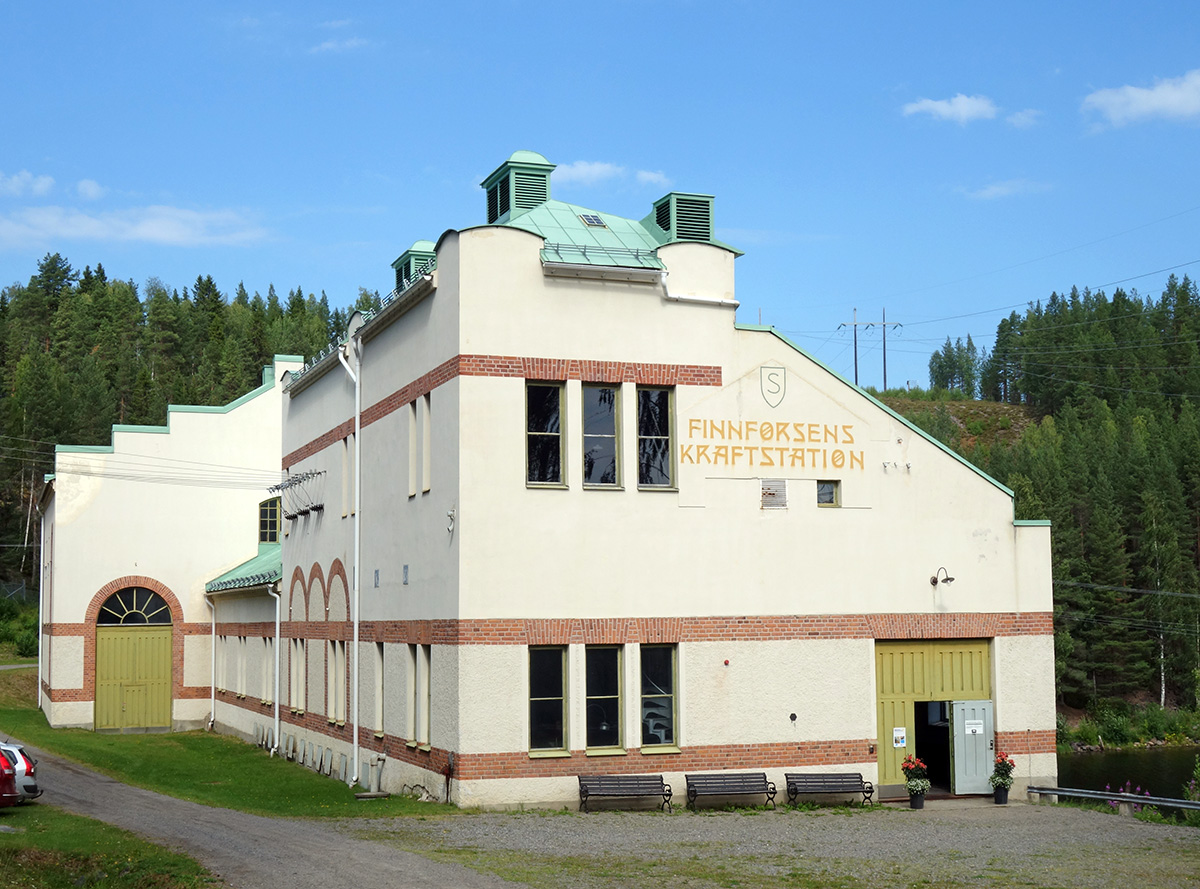
Finnforsens gamla kraftstation

Skellefteå stads kraftverk bildades när stadsfullmäktige 1906 beslutade att bygga en kraftstation i Skellefteälven, och därmed utnyttja fallhöjden på 20 meter. Två år senare, den 1 juli 1908 kunde kraftstationen i Finnfors invigas. Arkitekt var Axel R Bergman. År 1912 var Finnfors med sina 8 200 kW den största kraftstationen i Norrland. Den gamla kraftstationen stängdes 1955 och är sedan 1984 ett museum. Byggnadsminne 1983.

### Södra gathuset, Ekorren 4, Skellefteå

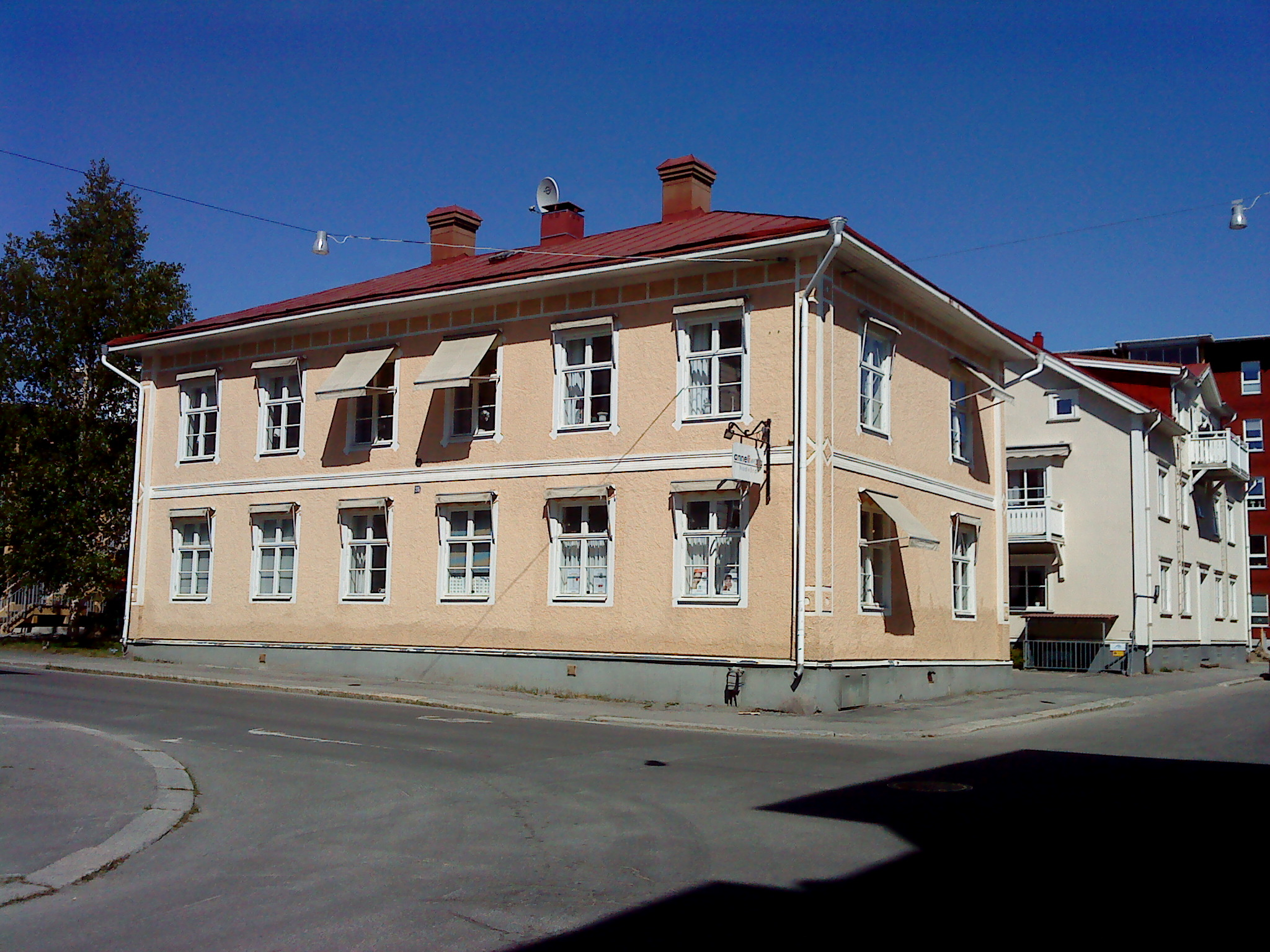
Garvare Anderssons gård, kv Ekorren 1857

År 1857 lät garvare Gustaf Andersson uppföra huset, i två våningar med fasaddekorationer i sparsmakad empirstil och flackt valmat sadeltak. Byggnaden liknar andra större gårdar vid Storgatan, med den skillnaden att fasaderna är reveterade efter inspiration av Skellefteå lasarett. Huset förklarades byggnadsminne 1983 och ligger på Storgatan 25.

### Drängsmarks vatten- och ångsåg
Byggnadsminne 1985.

### Byske kyrkstad
Byske kyrkstad anlades efter beslut 1867 om att den norra delen av Skellefteå socken skulle avskiljas till ett särskilt pastorat med kyrka i Byske by. Året därpå fastställdes läget för kyrkplatsen på Byskeälvens norra strand. De åtta hus som finns kvar idag är av två slag; dels tvåvåningshus med fyra kammare (ditflyttade från Skellefteå kyrkstad), dels envåningshus med inredd vind, innehållande sex kammare.

### Garveri i Bursiljum
Byggnadsminne 1987.

### Anderstorps gård, Skellefteå

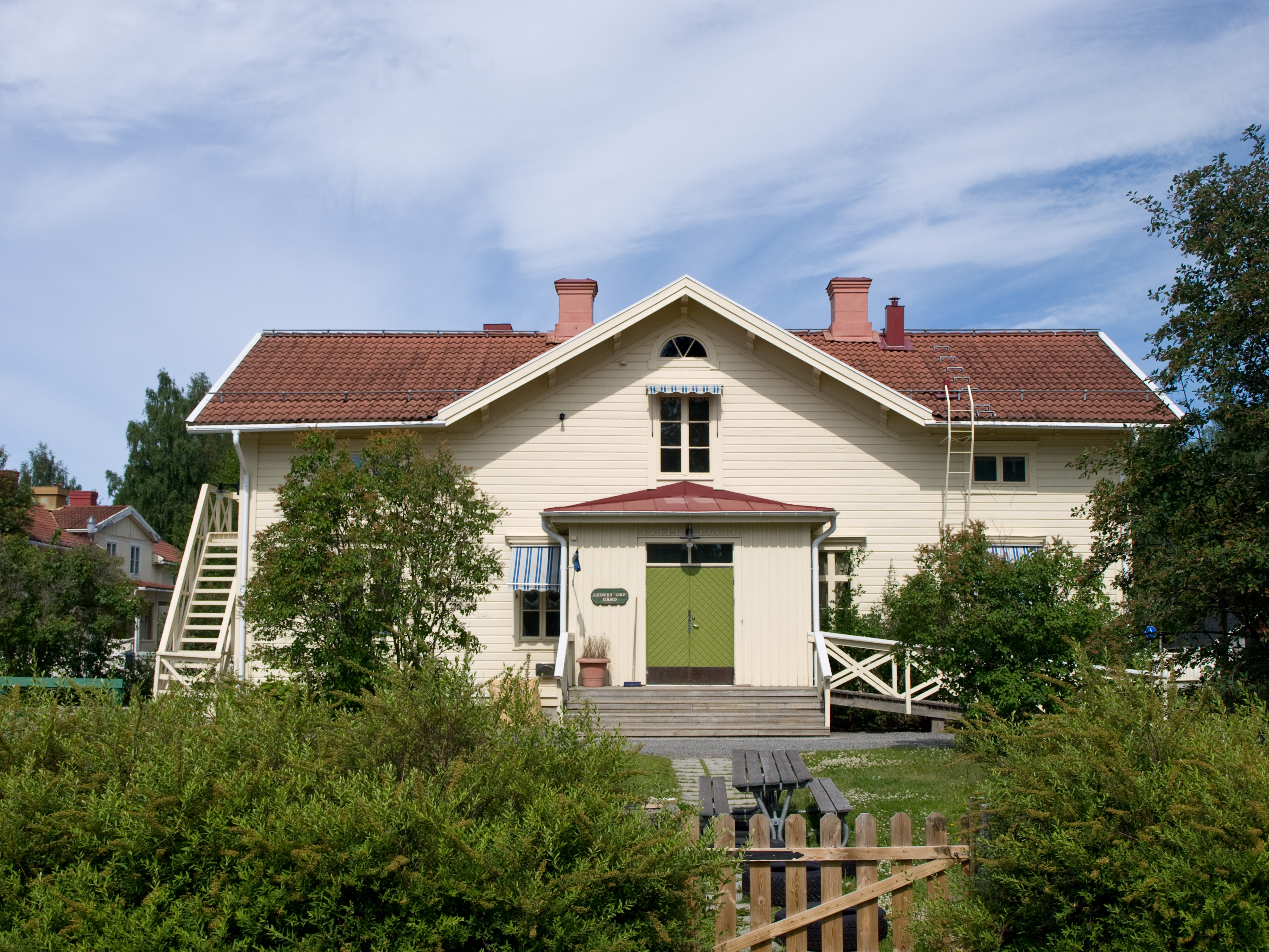
Flygelbyggnaden till Anderstorps gård

Troligen är det skomakare Anders Hällberg som givit namn åt gården - och därmed hela stadsdelen Anderstorp. Hans son handelsmannen och redaren Johan Hällberg, var en av de första bebyggarna i den nygrundade staden Skellefteå. År 1824 köpte han mark på Sörböle och uppförde senare den första gården på Anderstorp. När Johan Hällberg dog 1874 uppförde sönerna de flesta av husen man ser idag, bland annat gårdens huvudbyggnad. Bostadshusen uppfördes i schweizerstil i arkitekten Charles Emil Löfvenskjölds anda. På gården finns tre bostadshus bevarade. Strax norr om huvudbyggnaden låg tidigare ett litet runt lusthus i en symmetriskt ordnad trädgård. Därifrån ledde en bro över en sänka in i den vildvuxnare, engelska parken. Vid älven fanns två angöringsbryggor för ångbåtar. År 1899 gick Anderstorp ur släkten Hällbergs ägo och hemmanet delades upp i flera mindre. Under 1920-talet anordnades dans i huvudbyggnaden med dansbana i björkparken. År 1933 inköptes gården av Västerbottens hushållningssällskap som använde gården som lantbruksskola fram till 1977.
Gården förklarades byggnadsminne 1988. Den ligger nära Elevhemsgatan, och används idag som förskola.

### Åbacka paviljong, Bureå

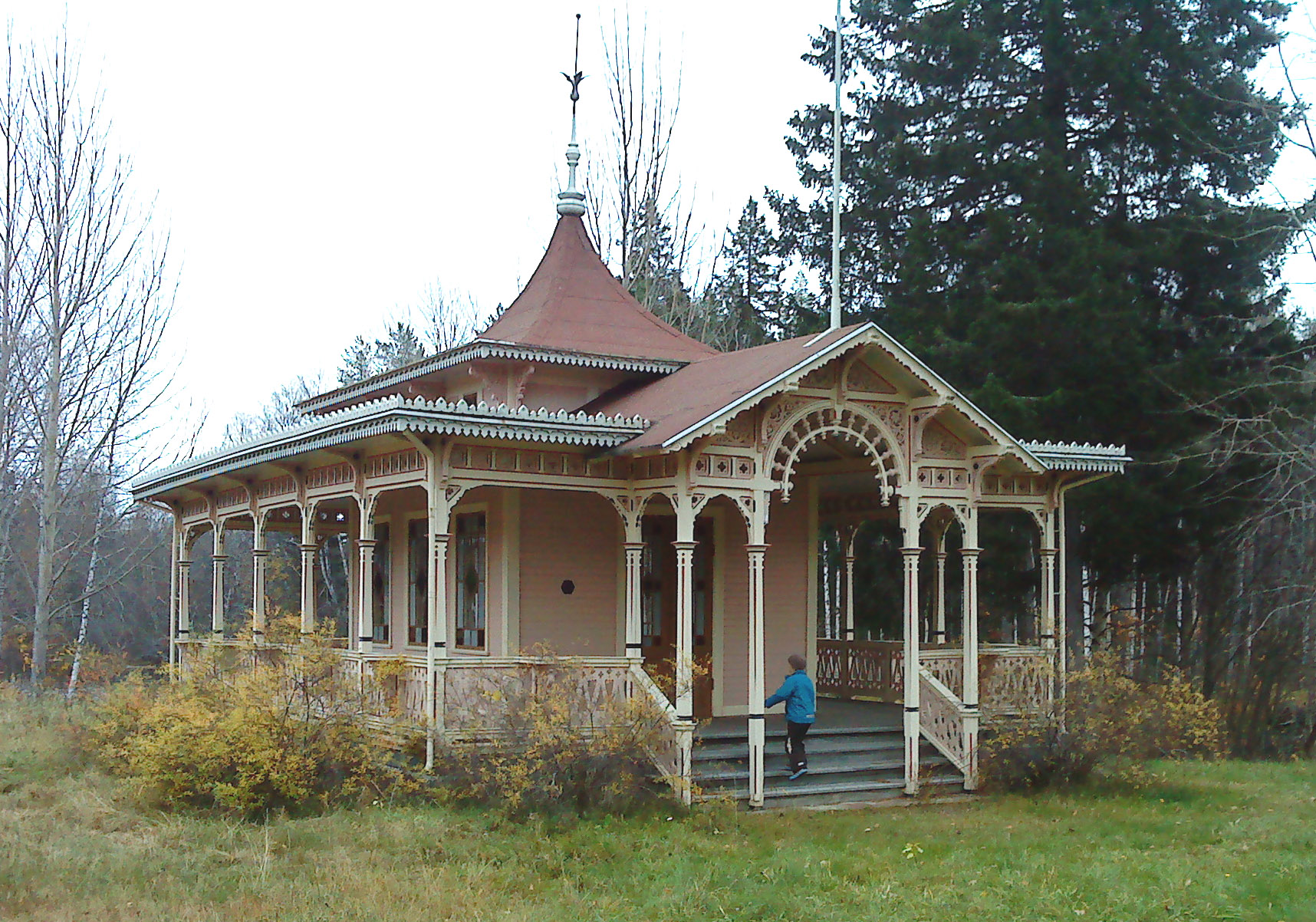
Åbacka paviljong

Omkring fem kilometer från Bureälvens utlopp, vid Strömsholm, låg Bureås äldsta såg som var i bruk 1797–1898. Bure bolag som ägde sågen öppnade en till ångsåg på Snöskäret under 1870-talet. Förvaltaren fanns dock på Strömsholm där dennes herrgård  fanns. Under segare delen av 1800-talet bodde huvuddelägaren i aktiebolaget, Johan Marklund, där. Senare övertogs förvaltarskap av J G A Sandberg, Marklunds måg. I samband med detta uppfördes en ny gård, Åbacka, en kilometer från Strömsholm. År 1897 köptes en trädgårdspaviljong som  fraktades med båt till Bureå. Den var byggd i Stockholm för Världsutställningen samma år och ställdes på plats vid Åbacka, en plats den fortfarande har. Under paviljongen urgrävdes en matkällare.  
Åbacka paviljong är en stolpverksbyggnad i en våning och består av ett rum. Den har väggar klädda med panel och stora tätspröjsade fönster varav vissa rutor i färgat glas. Samtliga rummets sidor har verandor. Taket är pyramidformat med kineseriinspirerat svängt takfall och spira i toppen. Paviljongen är rikligt dekorerad med lövsågade, hyvlade och svarvade detaljer, såväl i räcken som i gavelfyllningar och konsoler. Åbacka paviljong är mycket välbevarad. Den  förklarades 1988 som byggnadsminne och ägs av Skelleftebostäder (SKEBO).

### Strömsholms herrgård, Bureå
Byggnadsminne 1988.

### Rismyrliden

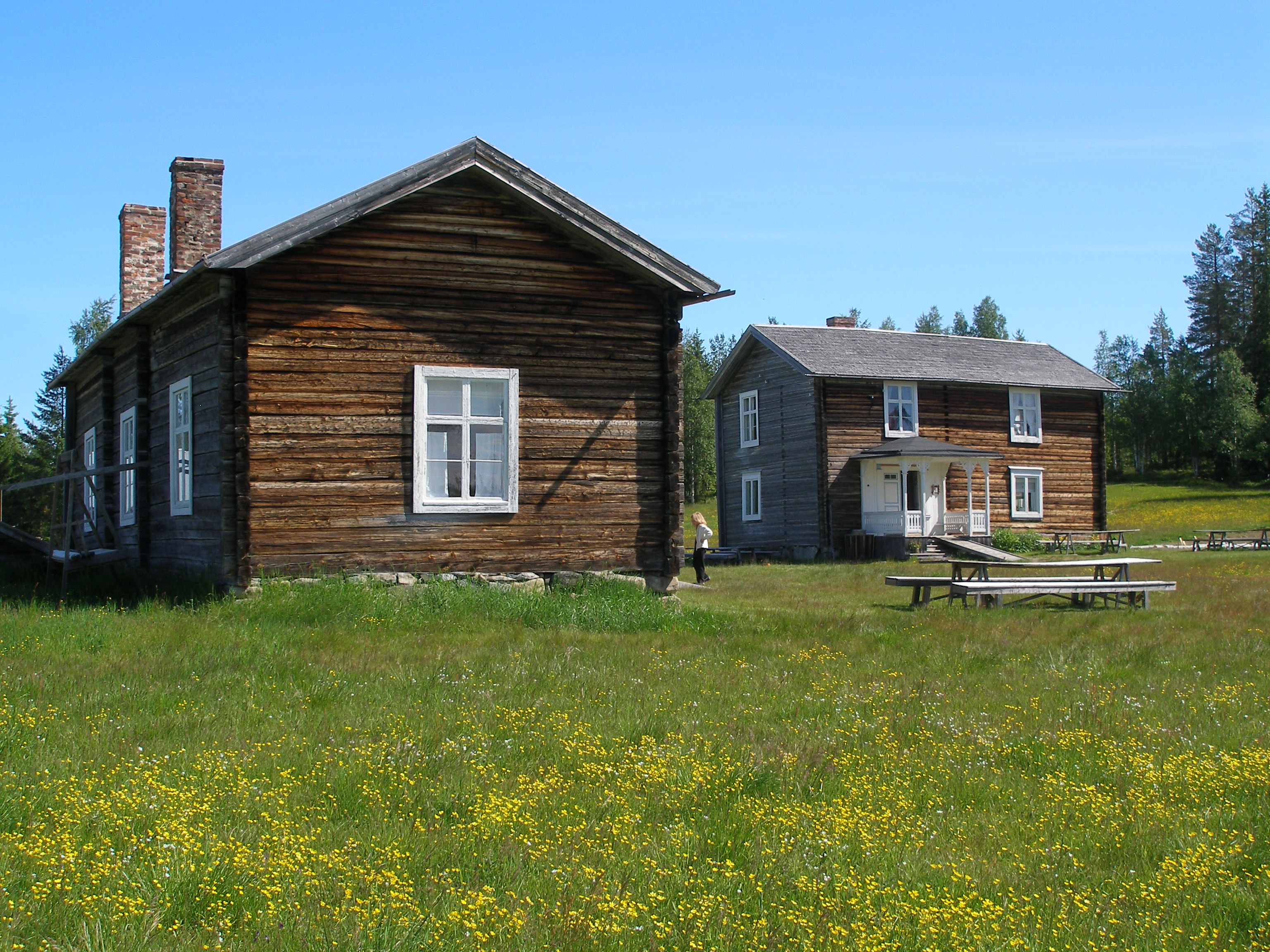
Rismyrliden

Rismyrliden är en gård 40 km utanför Skellefteå, vid Femvägaskälet. Den uppfördes 1825 men övergavs 1967. Byggnadsminne 1990.

### Repslageriet, Kåge
Byggnadsminne 1991.

### Lejonströmsbron, Skellefteå

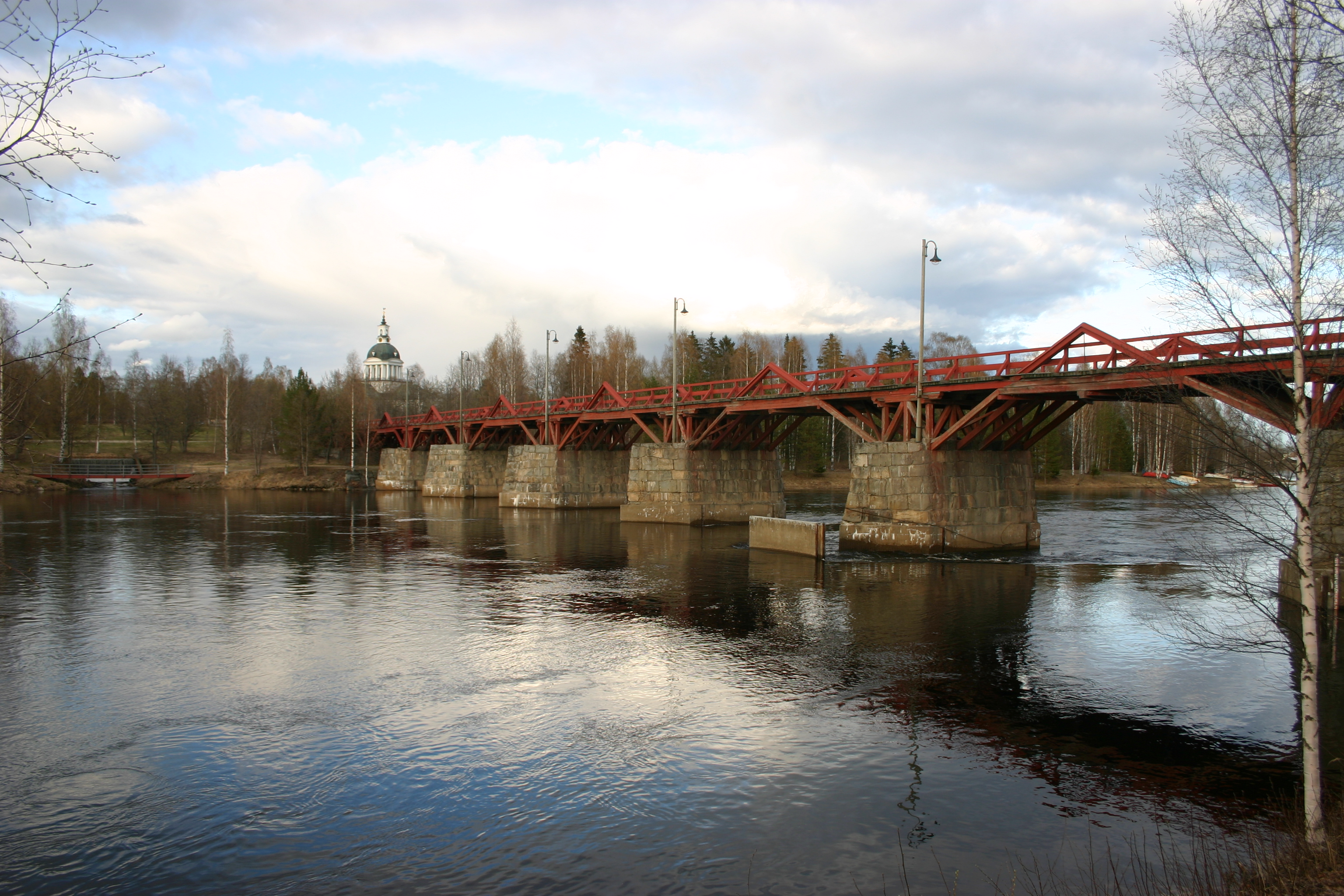
Lejonströmbron

Lejonströmsbron är en träbro i Skellefteå som går över Skellefteälven mellan stadsdelarna Sunnanå och Prästbordet, nära Landskyrkan. Bron var färdigbyggd 1737 och var länge Sveriges äldsta och längsta träbro med sina 218 meter. Byggnadsminne 1994.

### Gåsörens fyrplats
Byggnadsminne 2001.

### Jörns stationshus

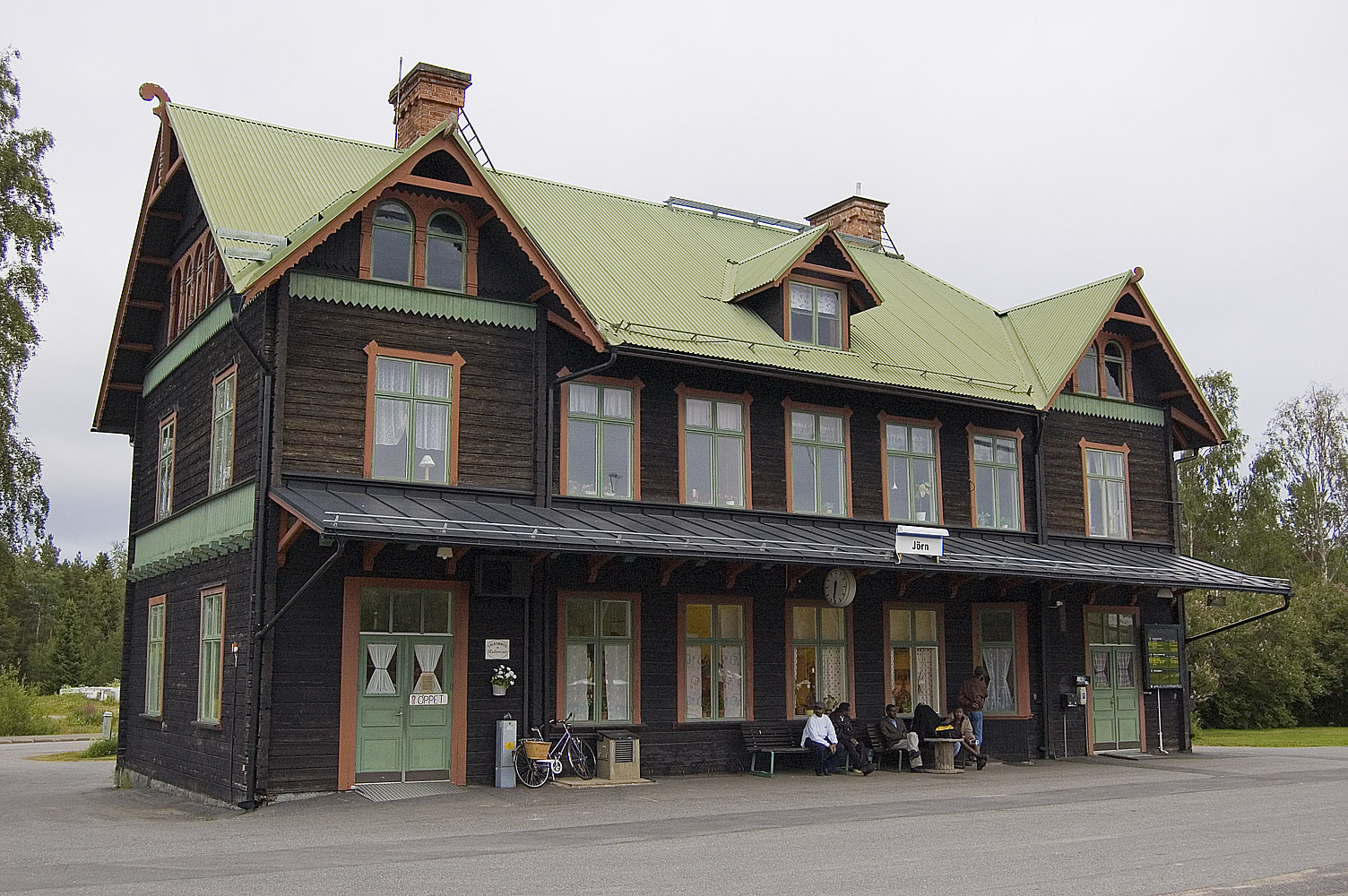
Jörns järnvägsstation

Länsstyrelsen beslutade att  byggnadsminnesförklara Jörns stationshus 2001.
Jörns stationshus uppfördes i samband att Stambanan genom övre Norrland byggdes ut på 1880- och 90-talen. En av stationerna förlades i närheten av det gamla sockencentrat Österjörn och fick namnet Jörn. 
Jörns station ritades av Folke Zettervall och blev, tillsammans med järnvägshotellet i Jörn, de första två byggnaderna som uppfördes i Jörn. Stationshuset invigdes den 2 augusti 1894, samma år som stambanan var färdig i sin helhet till Boden.
Jörn station är två våningar. Den står på en sockel av huggen sten och är byggt i svartjärat timmer. Den är försedd med associationer åt det fornnordiska, vilket kan härledas till den då populära nationalromantiken. Jörns station är en av en mängd liknande stationshus uppförda av SJ i Norrland under 1890-talet. Övriga är dock regel mer eller mindre utan dekor och klädda i panel.

### Hulda Jonssons fotoateljé
Länsstyrelsen beslöt 2012 att förklara Hulda Jonssons fotoateljé i Burträsk för byggnadsminne.

### Bönhuset i Missenträsk
Länsstyrelsen beslöt 2016 att förklara bönhuset i Missenträsk för byggnadsminne. Väckelserörelsen i Västerbotten var mycket utbredd. Bönhus eller missionshus fanns under första delen av 1900-talet i de flesta byar. Länsstyrelsen sökte en representativ och välbevarad bönhusmiljö med avsikten att för framtiden skydda och vårda denna. Arbetet resulterade i en förteckning över 273 bönhus i länet och bland dessa framstod bönhuset i Missenträsk som den främste representanten. Bönhuset invigdes 1936.